# El año del dragón
El año del dragón es el cuarto álbum de la banda madrileña Skunk D.F. lanzado en el año 2005. En él se aprecia un cambio de sonido debido a la incorporación de nuevos miembros.

## Listado de canciones
1. "22:50"
2. "Edén"
3. "Musa"
4. "El año del dragón"
5. "Alicia"
6. "Nada será igual"
7. "Mantis"
8. "Polvo de estrellas"
9. "Dosis de fe"
10. "Ícaro"
11. "Ego"

## Créditos
- Germán González - voz, composición de letras y programaciones.
- Pepe Arriols - bajo eléctrico, coros.
- Alberto Marín - guitarra eléctrica y coros.
- Álvaro García - batería.
- David Ramos - guitarra.
- Alberto Seara - producción, grabación y mezclas.
- Carlos Escobedo (Sôber, Savia) y Curtonates (Terroristars, ex-Kaothic) - colaboraciones como voces en la pista "El año del dragón".

## Enlaces
- El año del dragón en Allmusic

- Datos: Q5823966